# Fernando Sarney
Fernando José Macieira Sarney ComIH (São Luís, 7 de janeiro de 1955) é um empresário e dirigente esportivo brasileiro. Filho do meio do ex-presidente da República José Sarney, é proprietário do Grupo Mirante de Comunicação — conglomerado que controla emissoras de TV, rádio e portais de notícia no Maranhão. É um dos vice-presidentes da Confederação Brasileira de Futebol desde 2004 e também integrante do Comitê Executivo da FIFA desde 2015. Em 2025, foi nomeado interinamente como interventor da CBF.

## Biografia
Fernando Sarney é filho do ex-presidente da República José Sarney e de sua esposa Marly Sarney. Tem dois irmãos, os políticos Roseana Sarney e José Sarney Filho. Graduou-se em Engenharia Civil pela Escola Politécnica da Universidade de São Paulo em 1978. A 26 de novembro de 1987, foi feito Comendador da Ordem do Infante D. Henrique de Portugal.

## Carreira e polêmicas

### Operação Faktor (2006–2010)
Em 2006, a Polícia Federal realizou a Operação Boi Barrica (que mudou de nome para Operação Faktor, depois que o grupo musical do mesmo nome, existente há mais de 20 anos, reclamou a associação do nome da operação ao grupo, que não tinha ligação ao caso) com o objetivo de apurar saques em dinheiro de pelo menos 3,5 milhões de reais relacionados a empresas da família Sarney no período das eleições estaduais do Maranhão daquele ano. À época, Roseana Sarney, irmã de Fernando, era candidata ao governo maranhense, mas perdeu para Jackson Lago no segundo turno.
Em 5 de outubro de 2008, os jornais O Imparcial e Jornal Pequeno (ambos de São Luís) publicaram em primeira mão reportagens baseadas em relatórios da Polícia Federal (PF) e do Ministério Público Federal (MPF) sobre o envolvimento do Fernando Sarney num mega-esquema criminoso com tentáculos em vários estados e órgãos estratégicos da administração federal (principalmente nos setores elétrico e de transportes).
Segundo a PF e o MPF, que deram o nome “Operação Boi Barrica” (depois rebatizada “Faktor”) à investigação, Fernando e o grupo por ele chefiado sangraram os cofres públicos durante ao menos 10 anos, cometendo uma extensa lista de crimes contra o sistema financeiro nacional e a administração pública. Os principais investigados foram Teresa Cristina Murad Sarney (mulher de Fernando), Silas Rondeau Cavalcanti Silva (membro do Conselho de Administração da Petrobras); Astrogildo Fraguglia Quental (diretor financeiro e de Relações com Investidores da Eletrobrás); Ulisses Assad (diretor afastado de Engenharia da Valec); Flávio Barbosa Lima, Gianfranco Antonio Vitório e Artur Perasso, ambos empresários (veja os perfis completos de cada um deles no quadro). As reportagens publicadas pelos jornais foram reproduzidas pela imprensa nacional.
No dia 15 de julho de 2009, Fernando Sarney foi indiciado pela Polícia Federal sob a acusação, entre outros crimes, de formação de quadrilha, tráfico de influência e falsificação de documentos para favorecer empresas privadas em contratos com empresas estatais. Ele foi apontado como o "mentor intelectual" da quadrilha, mas negou ter cometido irregularidades. Outras pessoas suspeitas de envolvimento no esquema são: Thucidides Frota, Marcelo Aragão e Walfredo Dantas.
O órgão mais visado, segundo os investigadores, foi o Ministério de Minas e Energia. Na época da apuração dos fatos, entre 2006 e 2007, o ministro de Minas e Energia era Silas Rondeau, amigo pessoal de Fernando, que se afastou do cargo depois que a Polícia Federal o apontou como um dos principais suspeitos na Operação Navalha.
Em 16 de julho de 2009, a Polícia Federal também indiciou a esposa e a filha de Fernando Sarney, acusadas de lavagem de dinheiro, falsidade ideológica e por operar instituição financeira sem autorização. Ambas são sócias das empresas suspeitas de transações financeiras ilegais no Estado.
A TV Globo, cuja afiliada em São Luís e no Maranhão é a TV Mirante, veiculou as notícias das acusações contra Sarney nos telejornais Jornal Hoje, Jornal Nacional, Jornal da Globo e Bom Dia Brasil (dia 17), mas a emissora de São Luís não veiculou nos telejornais locais de JMTV 1ª e 2ª edições nem no Bom Dia Mirante.

### Pedido de censura à imprensa
No dia 30 de julho de 2009, Fernando Sarney pediu ao desembargador Dácio Vieira, do Tribunal de Justiça do Distrito Federal e dos Territórios (TJDFT), que proibisse o jornal O Estado de S. Paulo e o seu portal de publicar reportagens com informações sobre a Operação Faktor. Tal recurso judicial, cuja liminar foi concedida no dia seguinte por Vieira, determina ainda que seja aplicada uma multa de 150 mil reais para cada reportagem publicada, caso a decisão do juiz seja violada. O pedido original de Fernando Sarney correspondia a 300 mil reais.
De acordo com os advogados de Sarney, o Estado cometeu um crime ao publicar trechos das conversas telefônicas gravadas pela Operação, pois continham "diálogos íntimos", ferindo a honra da família Sarney. As gravações revelaram que José Sarney contratava afilhados políticos e parentes através de atos secretos. O jornal nega as acusações e pretende recorrer a decisão que considera censura.
Da mesma forma, o Jornal Pequeno, por determinação do juiz Nemias Nunes Carvalho, da 2ª Vara Cível de São Luís, teve de retirar do ar no próprio site do jornal, a reportagem com dados da “Boi Barrica”, envolvendo Fernando Sarney e suas filhas (“Fernando usa ‘caixa 2’ da Mirante para pagar mesadas das filhas”, de 8 de março de 2009). O jornal recorreu, mas a censura persiste. Além da censura por via judicial, integrantes da Família Sarney também tentam contra o jornal com processos na Justiça. Fernando Sarney, Teresa Murad Sarney e Ana Clara Murad Sarney (filha do casal) representaram contra o jornal por ter divulgado informações dos relatórios da “Boi Barrica”, assim como duas outras filhas de Fernando e Teresa (Maria Adriana Murad Sarney e Ana Theresa Murad Sarney).
Em 10 de dezembro de 2009 o jornal Estado de S. Paulo foi impedido pelo Supremo Tribunal Federal de publicar notícias sobre a Operação Boi Barrica. No dia 18 de dezembro, a ação foi removida por Fernando Sarney. Mesmo assim, em 29 de janeiro de 2010, o jornal O Estado de S. Paulo rejeitou na Justiça esse pedido, alegando através do advogado, que quer esse processo de pedido de impedimento da publicação seja extinto, pois não acredita a desistência do Fernando Sarney. O jornal continuou aguardando desde 31 de julho de 2009 ser intimado pela justiça para decidir se aceita a remoção do processo ou espera pela apreciação do mérito.

### Contas no exterior
Em 7 de março de 2010, matéria de capa do jornal Folha de S. Paulo, intitulada de Governo acha dinheiro de filho de Sarney no exterior, escrita por Leonardo Souza, divulgou que o governo brasileiro conseguiu documentos que comprovam que o empresário movimentou dinheiro no exterior sem declará-lo à Receita Federal (ou Fisco). Segundo o jornal, o empresário enviou US$ 1 milhão em 2008 para uma conta em um paraíso fiscal até a cidade de Qingdao, leste da China. Por e-mail, o empresário disse à Folha que a imprensa trata de suas movimentações financeiras de forma "truncada e dissociada da realidade" e que é alvo de "vazamento criminoso" de informações que estão sob segredo de Justiça.
No dia 25 de março, o mesmo jornal divulgou mais detalhes da conta na China: intitulada de Suiça bloqueia conta de filho de Sarney, escrita por Leonardo Souza e Andreza Matais, divulgou que o Governo da Suíça bloqueou a conta de US$ 13 milhões controlada pelo empresário, após os depósitos serem rastreados a pedido da Justiça brasileira. Segundo o jornal, o dinheiro não está declarado à Receita Federal (Fisco). Autoridades chinesas informaram ao Ministério da Justiça brasileiro que o empresário operou pessoalmente no início de 2008, uma conta num paraíso fiscal, em nome de uma empresa "offshore" com sede no Caribe. Ele usou o canal financeiro para transferir US$ 1 milhão para uma agência do banco HSBC na cidade de Qingdao e a autorização da transação contém a assinatura dele.
O bloqueio administrativo ocorreu quando Fernando tentava enviar recursos da Suíça para Liechtenstein, considerado um paraíso fiscal. Caso seja comprovado que o dinheiro tem origem ilícita, o bloqueio passará a ter caráter criminal e os recursos poderão ser repatriados.
Porém, ao ser procurado, Fernando Sarney disse que soube do assunto pelo jornal e afirmou que não falaria do que não conhece, mas a defesa, contatada pelo celular, não ligou de volta. Já o pai e senador José Sarney declarou: "Fernando é maior de idade e tem advogado constituído".
Em 7 de maio, Fernando Sarney foi indiciado pela Polícia Federal, durante o depoimento na cidade de São Paulo por evasão de divisas por ter a conta na China, depois de se recusar responder todas as perguntas.

### Envolvimento com o esporte
Fernando Sarney tem atuação na Confederação Brasileira de Futebol desde 1998, após ingressar como diretor de relações governamentais, e se tornou vice-presidente da entidade em 2004 durante a gestão de Ricardo Teixeira. Em novembro de 2015, Sarney tornou-se membro do Comitê Executivo da FIFA, após a renúncia de Marco Polo Del Nero ao cargo.
Em 15 de maio de 2025, Sarney foi nomeado interventor da Confederação Brasileira de Futebol após a destituição de Ednaldo Rodrigues por decisão do desembargador Gabriel Zéfiro, do Tribunal de Justiça do Rio de Janeiro. A ação judicial foi movida pelo próprio Sarney, então vice-presidente da entidade, em conjunto com a deputada federal Daniela Carneiro, em um pedido baseado em um laudo pericial que apontava a falsificação da assinatura do coronel Antônio Carlos Nunes Lima, ex-presidente da CBF, em acordo judicial homologado pelo Supremo Tribunal Federal em 2024. O documento permitia a permanência de Ednaldo Rodrigues na presidência da entidade. Como interventor, Sarney assumiu o controle da CBF com a incumbência de conduzir novas eleições, conforme determinação legal. Entretanto, o caso gerou questionamentos sobre conflitos de interesse, já que, dias antes do processo, Sarney reuniu-se com Francisco Schertel Mendes, filho do ministro do STF Gilmar Mendes, que havia homologado o acordo original em 2024. A nomeação também foi criticada por suposta interferência política no futebol, especialmente após a Revista Piauí revelar articulações entre grupos judiciais — sobretudo ligados a Luiz Zveiter e ao próprio Gilmar Mendes — e cartolas para influenciar a sucessão na entidade.